# Malleval-en-Vercors
Malleval-en-Vercors è un comune francese di 54 abitanti situato nel dipartimento dell'Isère della regione dell'Alvernia-Rodano-Alpi.
Il comune si è chiamato Malleval, fino al 12 settembre 2005.

## Società

### Evoluzione demografica
Abitanti censiti